# マリヌス・ファン・デア・ルッベ
マリヌス・ファン・デア・ルッベ（Marinus van der Lubbe、1909年1月13日 - 1934年1月10日）は、オランダの共産主義者。ドイツ国会議事堂放火事件の犯人として逮捕され処刑された。

## 生い立ち
ファン・デア・ルッベはオランダのライデンで生まれた。両親は離婚し、彼が12歳の時母親が死んだため彼は異父姉妹の家族と一緒に住むことを強いられた。少年時代、彼はレンガ工として働いた。彼はその腕っ節の強さから、プロボクサーのジャック・デンプシーに因んでデンプシーの愛称で呼ばれた。彼は職場で労働運動に加わることとなる。
1925年に彼はオランダ共産党（CPN）に加入する。しかし1926年、彼は作業中に生石灰の粉が目に入り、数か月間入院するがほとんど盲目となってしまい、退職を余儀なくされる。彼は失業者として1週当たり7.44ギルダーを受け取って暮らし、その後はアルバイト生活を強いられた。

## 政治活動
姉妹との少々の諍いの後、彼は1927年にライデンに転居する。ここで彼はドイツ語を少々学び、「レーニンの家」を設立、政治的集会を組織した。彼がティールマン工場で働いているときにストライキが発生した。ルッベはストライキ指導陣の一人として経営陣に要求を行った。彼は明らかに経験が少なく未熟なため、深く関わることはできなかったが、他の誰もが犠牲にならないのであれば自分がどんな罰でも受け入れると申し出た。裁判の間、彼は自ら罪を被ろうとし、弁護を拒んだ。その結果、彼は有罪となった。
その後、彼は再びオランダ共産党に加わり、ソ連への移住を計画したが、そのための資金は用意できなかった。彼は失業労働者運動を活発に行ったが、1931年にはCPNの活動と対立し、IKG（国際共産主義者グループ）に接近する。1933年にはナチ党に対する反対活動を行うため、ドイツ国に移り住んだ。

## 逮捕・処刑

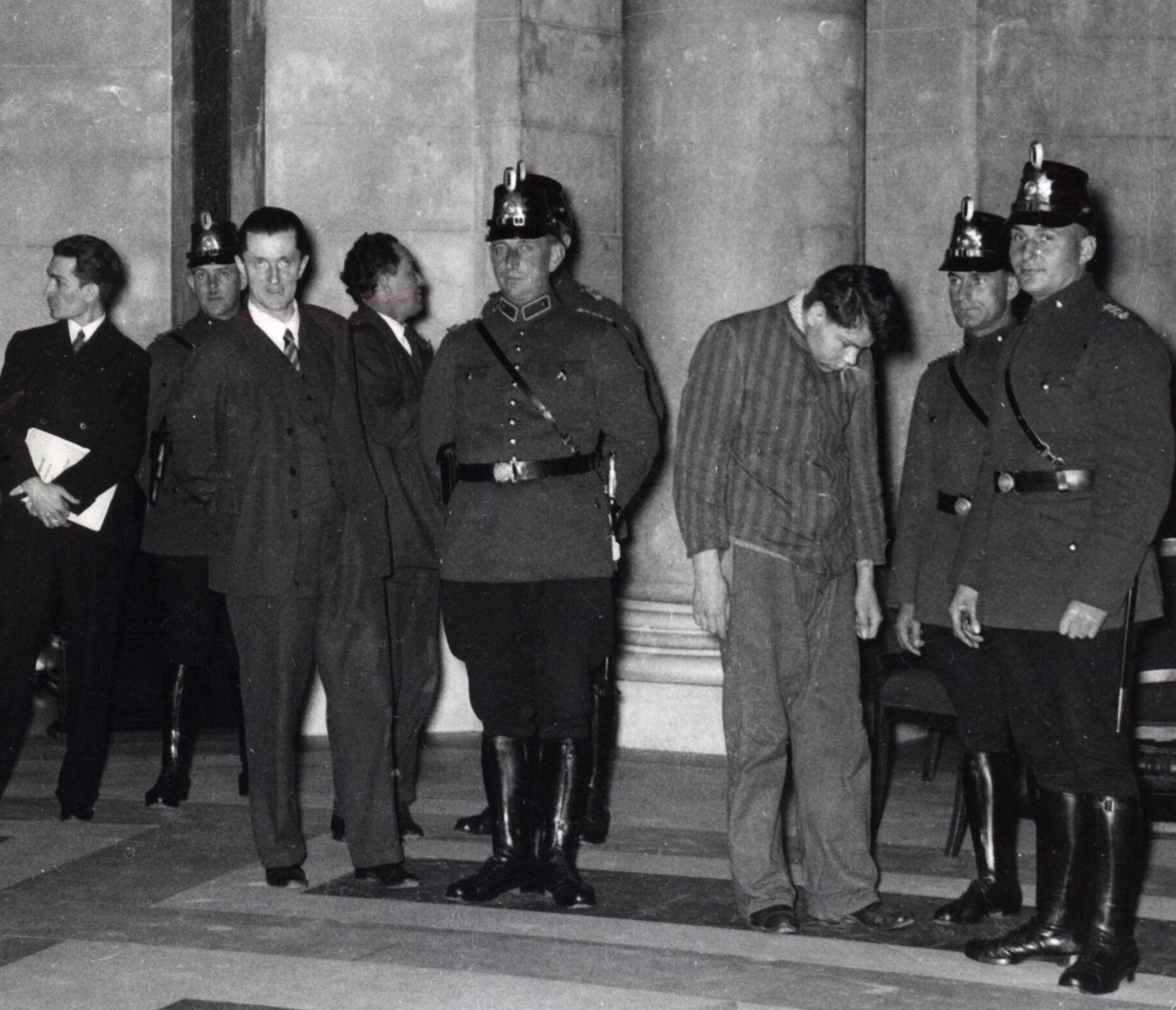
1933年3月3日、警察官と逮捕されたルッベ（中央、うな垂れている人物）

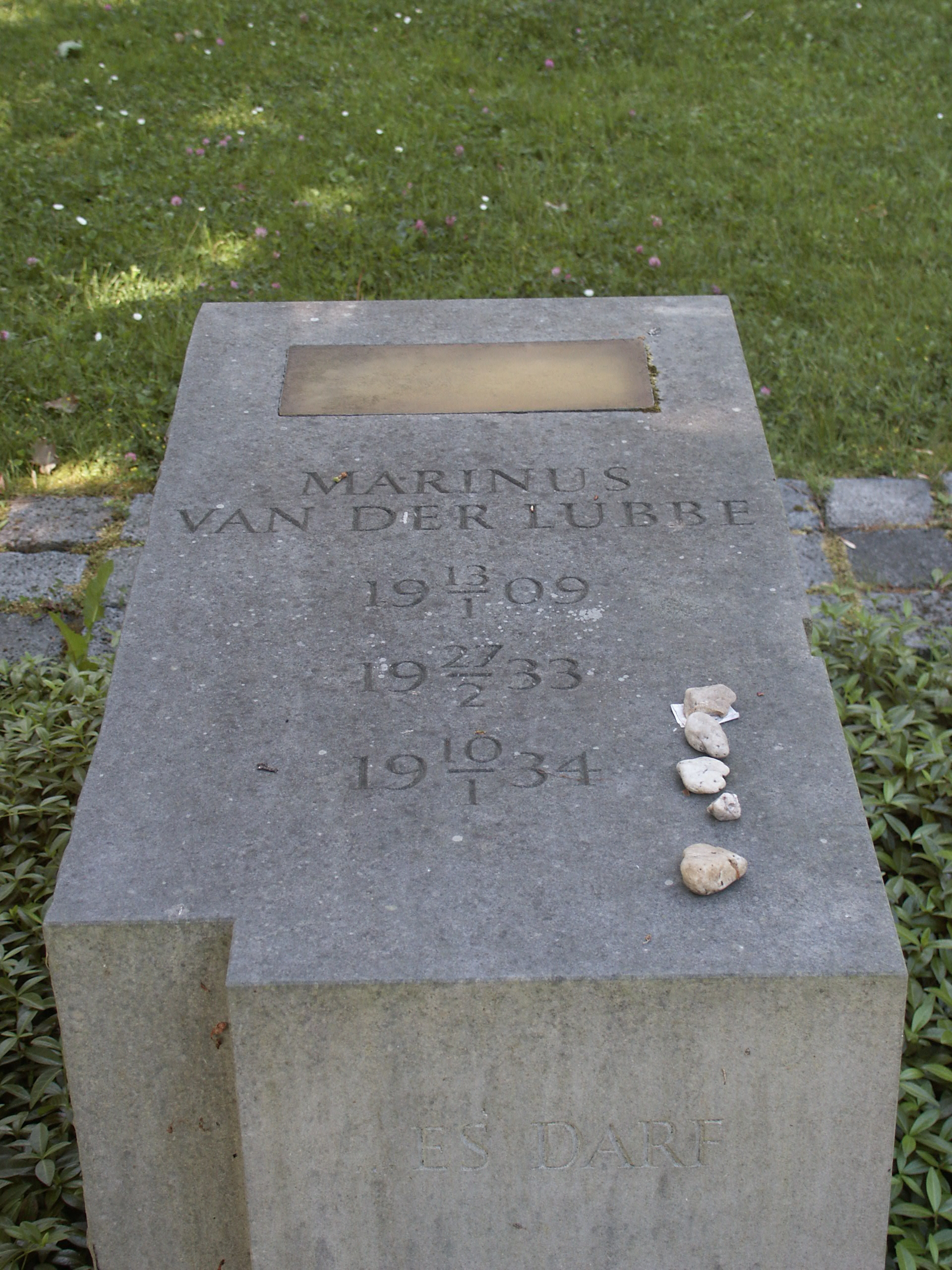
ライプツィヒにあるルッベの記念碑

1933年2月27日、ドイツ国会議事堂放火事件時、焼け残った建物の隅に半裸で隠れているところを発見、逮捕された。取り調べにおいて動機を「資本主義に対する抗議」と語った。事件後に法の不遡及の原則を否定して従来の刑法では懲役刑にしかなりえない放火犯の量刑を死刑にすることを目的とした「絞首刑に関する法律」、通称「ファン・デア・ルッベ法」が制定された。事件後に共犯として逮捕された共産党議員団長であるエルンスト・トルクラー、後にコミンテルン書記長を務めるゲオルギ・ディミトロフ、ディミトロフと同じブルガリアの共産主義者であるブラゴイ・ポポフとヴァシリ・テネフの4名と共に裁判を受けるが、最終的にルッベのみが有罪で死刑を言い渡され、4人は無罪となった。
1934年1月10日、ルッべはライプツィヒの断頭台（ギロチン）で処刑された（斬首は当時のドイツにおける従来の処刑法であった）。この日はルッベの25歳の誕生日の3日前であった。彼はライプツィヒの南墓地にある無名墓に埋葬された。

## 復権
第二次世界大戦後にはルッべの兄らによってルッべの復権と判決の取消しを求める動きが見られた。
1967年、西ベルリンのベルリン地方裁判所はルッべにかけられた「反逆罪」と「扇動的な放火罪」については無効とし、「人命を危険にさらす放火罪」と「放火未遂罪」で8年の懲役刑の判決を下した。
1981年に行われた裁判では、原告側は犯人はルッべではなくナチスによるものであると主張した。一審にあたるベルリン地方裁判所がルッべの判決を取り消したものの、終審にあたる連邦裁判所は事件はルッべの単独犯行であるとして棄却した。1998年成立の「刑事司法における国民社会主義の不当判決の廃止に関する法律」で、ナチスの不当な人民法廷での裁判や法の不遡及の原則に反した判決については破棄されたが、ルッべの判決には影響していなかった。
2008年1月、連邦裁判所は1998年の法律を適用し、ルッべの死刑判決の取り消しを行った。
2023年にはルッべの遺体が発掘され、調査が行われたが、薬物が使用されていたという証拠は見つからなかった。